# Cynorta sextuberculata
Cynorta sextuberculata is een hooiwagen uit de familie Cosmetidae.